# Jiří Wolker

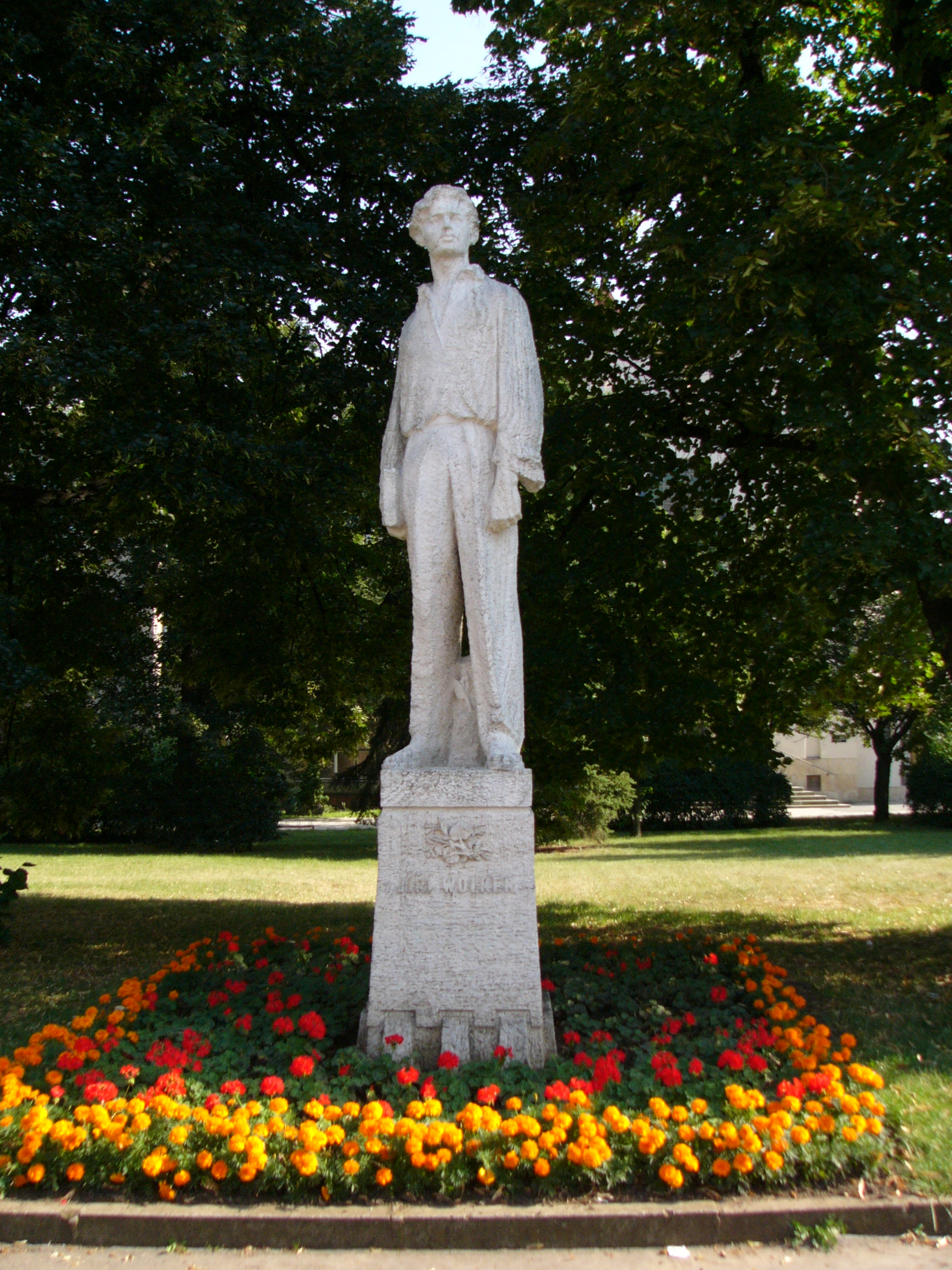
Socha Jiřího Wolkera v Prostějově

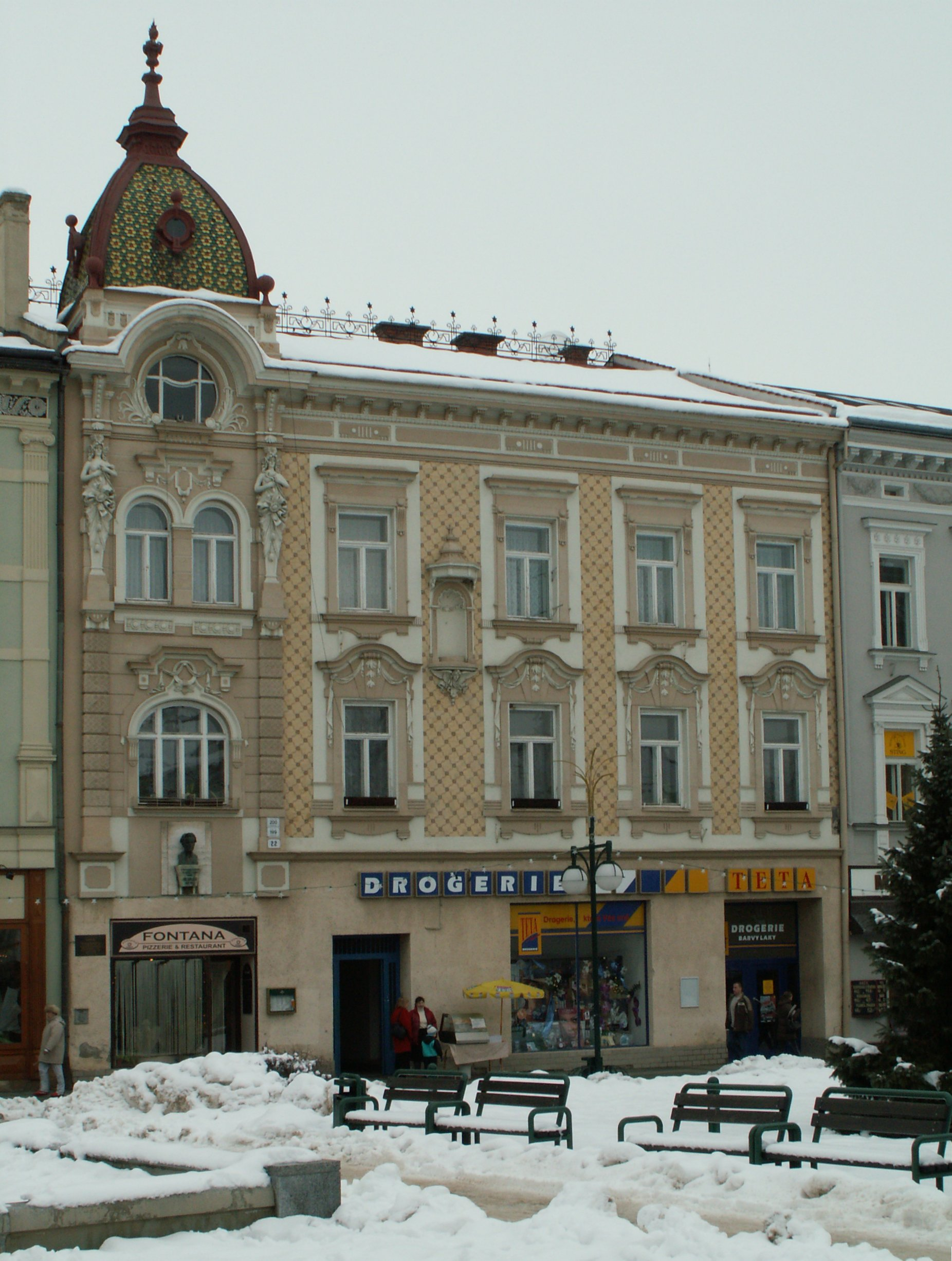
Rodný dům Jiřího Wolkera s jeho bustou v Prostějově

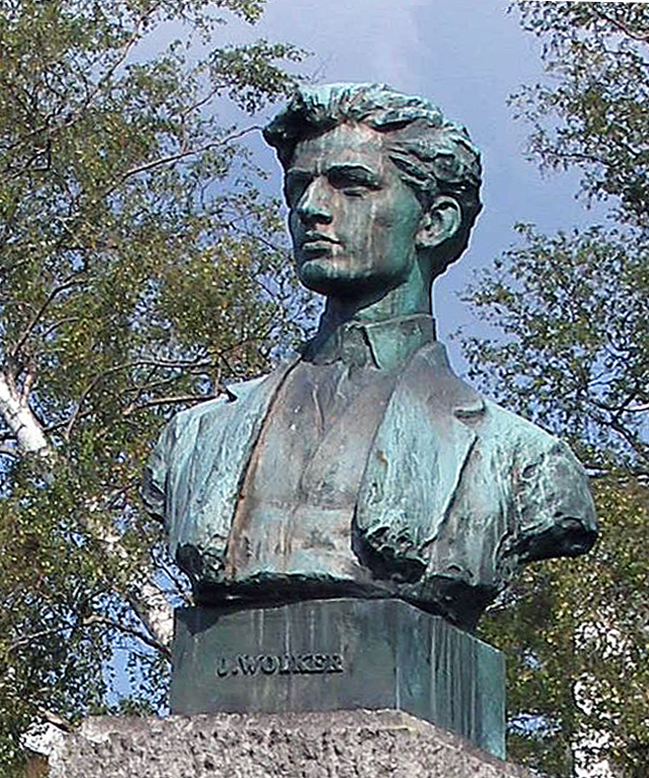
Bronzová busta Jiřího Wolkera v Tatranské Poliance

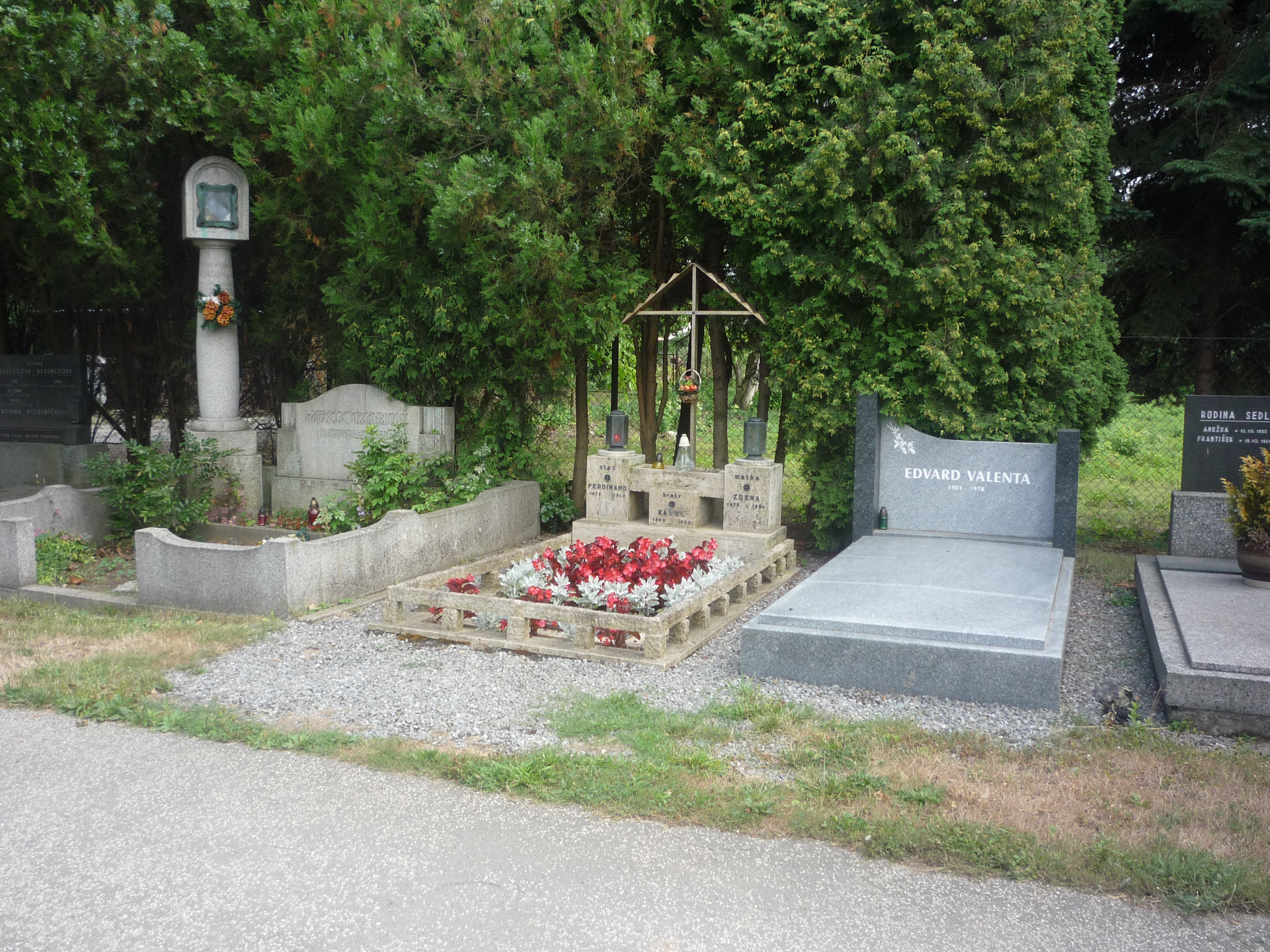
Wolkerův hrob v Prostějově

Jiří Wolker, celým jménem Jiří Karel Wolker (29. března 1900, Prostějov – 3. ledna 1924, Prostějov), byl český básník, představitel tzv. proletářské poezie.

## Život

### Rodinný původ
Rod Wolkerů pochází z předměstí Prostějova, kde žil Jiřího praděd Martin Wolker. Martinův syn Karel se zde živil jako kožešník a vnuk Ferdinand (* 1873) bydlel již v samotném Prostějově. V roce 1899 si Ferdinand vzal za manželku Zdenu Skládalovou (1879–1954), dceru svého firemního společníka a prostějovského měšťana Jiřího Skládala. Později se stal bankovním úředníkem. Ferdinandovi a Zdeně se v březnu 1900 v domě č. 22 narodil syn, který byl pokřtěn jako Jiří Karel. O tři roky později se pak narodil jeho mladší bratr Karel (1903–1932), který zemřel osm let po Jiřím rovněž na tuberkulózu.

### Pobyt v Prostějově a na Svatém Kopečku
Jiří Wolker vystudoval gymnázium v Prostějově, které bylo později přejmenováno na Gymnázium Jiřího Wolkera. V letech 1916–1917 se pod vedením Antonína Svojsíka účastnil skautských táborů v Orlovských lesích nedaleko hradu Lipnice.
Do dvaceti let trávil prázdniny u prarodičů v letním sídle rodiny Skládalových ve vile Bellevue na Svatém Kopečku u Olomouce. Na Svatém Kopečku složil Jiří Wolker nejvíce básní v období mezi květnem a srpnem 1918.

### Studia v Praze
Od roku 1919 studoval na přání svého otce práva v Praze, přičemž zároveň navštěvoval literární přednášky Františka Xavera Šaldy a Zdeňka Nejedlého. V Praze pobýval do června 1923.
V roce 1921 vystoupil Wolker z římskokatolické církve. Od roku 1921 byl členem prostějovské pobočky KSČ. V letech 1921–22 byl členem Literární skupiny a 1922–23 Devětsilu; v obou případech byl důvodem jeho odchodu nesouhlas s vývojem a politickou neangažovaností.

### Závěr života
V dubnu 1923 mu byla zjištěna tuberkulóza. Od června do prosince téhož roku se léčil ve Vysokých Tatrách, v Tatranské Poliance a na chorvatském ostrově Krk; nakonec byl smrtelně nemocný převezen domů, kde za několik dní zemřel. Je pochován na městském hřbitově v Prostějově.

## Posmrtné hodnocení
Po smrti se jeho dílo stalo několikrát terčem bojů o umělecký odkaz. Už v roce 1925 se v časopise Pásmo, vydávaném Devětsilem, objevil nepodepsaný článek (autory byli Černík, Halas a Václavek) Dosti Wolkera!, reagující na vytváření kultu Wolkerovy osobnosti. K dalším sporům došlo při příležitosti desátého výročí úmrtí Wolkera v roce 1934 a poté ještě roku 1948.
Když zemřel Jiří Wolker, popularita jeho poezie rychle vzrůstala. Nebyli to jen mladí komunisté, kteří z básnických rukou přijali jeho revoluční odkaz, hlásil se k němu kdekdo. Ba dokonce i kruhy politicky protilehlé a nepřátelské. Jeho verše se ozývaly z míst, kde bychom to nejméně očekávali. Této popularitě nahrávala nejen sama Wolkrova poezie, časová svými myšlenkami a blízká šťastnou sdělností, ale i tragický a předčasný konec mladého a tolik slibujícího života. 
Jaroslav Seifert

## Dílo

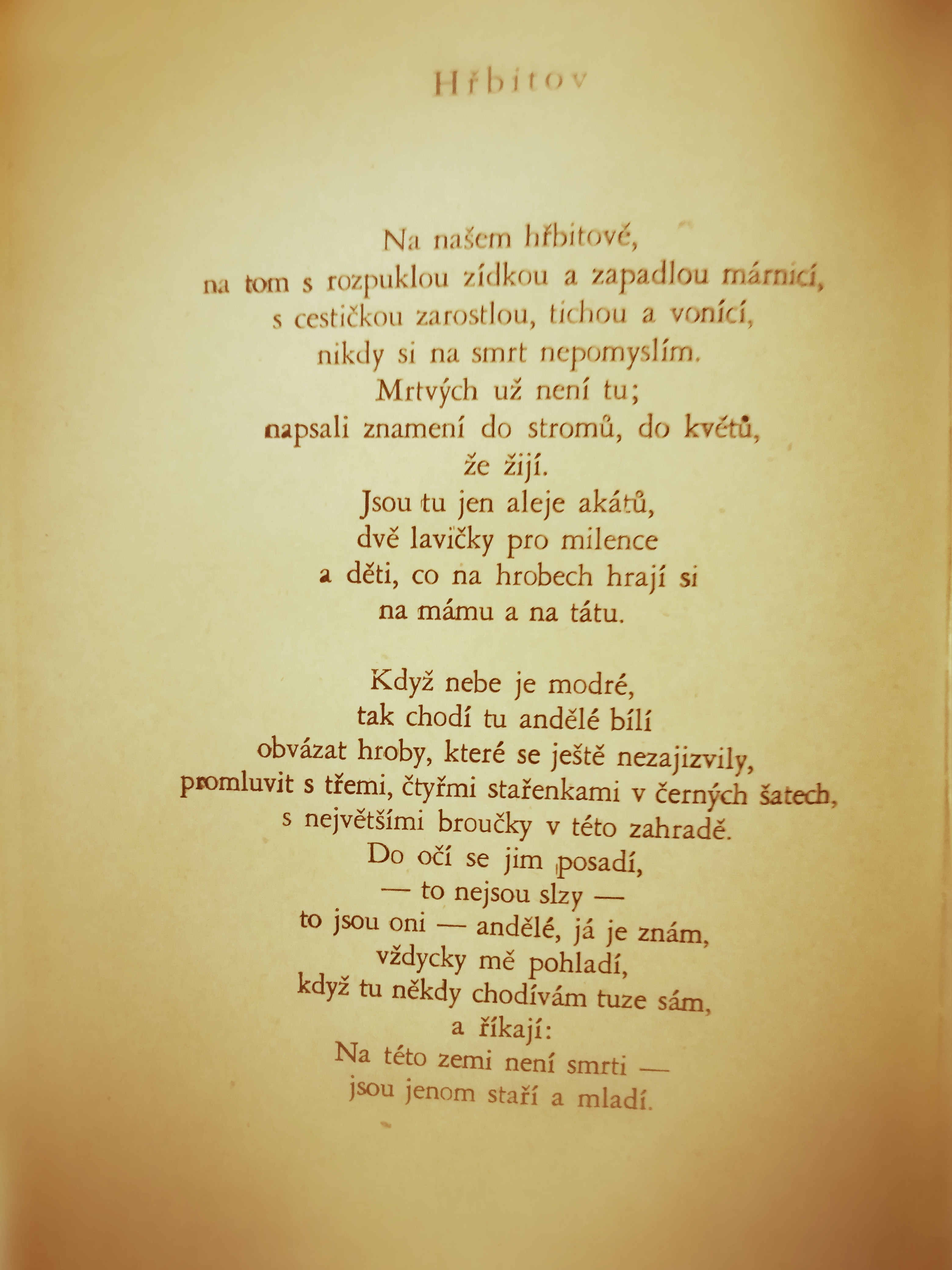
Hřbitov od Jiřího Wolkra

Již v mládí se jeho hlavním zájmem stalo umění. Učil se hrát na housle, pak na klavír. Sám dokonce hudbu komponoval; nejčastěji zhudebňoval své oblíbené básně. Byl nadán i výtvarně. Nejvíce se ovšem věnoval literatuře. Mezi roky 1917 až 1920 se zabýval různými literárními druhy a formami. Psal básně s pravidelným metrem i volným veršem, básně v próze, pohádky, povídky, …
Ve svých začátcích byl ovlivněn sbírkou Splav (1916) Fráni Šrámka. Po příchodu do Prahy se jeho styl postupně měnil. Od května 1920 do června 1921 vznikaly básně do sbírky Host do domu, v nichž je patrný příklon k vnějšímu světu a jeho všednosti. Ta se postupně rozrůstá do širších společenských souvislostí ve sbírce Těžká hodina.

### Básnické sbírky a básně
- Proletářské umění (1922, spolu s Karlem Teigem) – programová a teoretická stať, zformulována základní východiska tohoto uměleckého směru
- Host do domu – básnická sbírka. Má 3 oddíly: Chlapec – verše vyjadřují důvěru v život, optimismus, blízký vztah k nejobyčejnějším věcem (básně Chlapec, Poštovní schránka), Ukřižované srdce – tento oddíl si všímá bídy a utrpení; poezie solidarity a vzpoury (báseň Dláždění) a Host do domu – touha po harmonii a důvěrný pohled na svět připomínají oddíl první, chybí ovšem výrazná dětská stylizace, smrt je chápána jako přirozená součást života, brána do nového probuzení; básník se vyznává z lásky k tomuto světu (b. Věci). Objevuje se zde pokorný pohled na svět, soucit (křesťanský) s chudými a trpícími, lyrizace všedních věcí a všedního dne. K věcem kolem sebe přistupuje jako k živým bytostem a rozmlouvá s nimi, snaží se je polidštit (např. báseň Poštovní schránka, Věci, …). V díle prezentuje názor, že rozpory se mají řešit láskou. V poslední básni (Svatý kopeček), nazvané podle místa, kde žili básníkovi prarodiče a kam často jezdíval, objevuje bídu, která ovlivnila jeho další tvorbu. Báseň je ovlivněna Apollinairovým Pásmem. Wolker chce udělat svět spravedlivějším a lepším.
  - Poštovní schránka – v této básni Wolker přirovnává poštovní schránku k nějaké zvláštní modře kvetoucí rostlině. Schránky i květiny si lidé váží, přestože to jsou zcela běžné věci, ale schránka je zprostředkovatelem jejich myšlenek – psaníček. Autor využívá metafory – přirovnání. Psaníčka čekají na vlaky, lodě a člověka, pyl čeká na čmeláka, aby je roznesli na správná místa – tam, kde jsou blizny červené, neboli lidská srdce. Psaní může člověka potěšit, ale i zarmoutit, proto na bliznách narůstají plody sladké nebo trpké.
- Těžká hodina – jeho nejvýznamnější sbírka, obsahuje nejtypičtější básně proletářské poezie. Wolker zde rozvinul sociální baladu, ta má již úplně jinou podobu než v 19. stol. (Karel Jaromír Erben). U Erbena je člověk drcen silou osudu a nemohl se bránit, naproti tomu u Wolkera je člověk drcen sociálními problémy, ale může se bránit. Celá sbírka je velmi silně levicově laděna, je pesimistická – zabývá se sociálními problémy. Wolker se v této sbírce ztotožňuje s programem proletářského kolektivismu. Balady se odehrávají v městském prostředí, líčí zde špatné sociální poměry.
  - Těžká hodina – sbírka sociální poezie, ve které Wolker ukazuje na nutnost zničit starý svět, aby mohl být vybudován svět lepší
  - Balada o snu – Hlavní hrdinové Jan a Marie jsou představitelé dělnictva. Jan se chce uskutečnit svůj sen o lepší společnosti což, podle něj, půjde pouze revoluční cestou.
  - Balada o očích topičových – Antonín je topič v elektrárně, po letech oslepne a zemře, ale žije dál ve své práci.
  - Balada o nenarozeném dítěti – milenci nemohou mít z finančních důvodů dítě.
  - Balada o námořníkovi
- Umírající – básník vyjadřuje, že po jeho smrti se na světě nic nezmění, smrt je spravedlivá – potká každého, bojí se ovšem umírání, v němž je každý sám a zároveň se loučí se svou dívkou, kde jí píše dopis na rozloučenou
- Na nemocniční postel padá svět
- U rentgenu – lékař nachází v dělníkově těle „plíce rozežrané hladem a tuberkulózou“, „srdce – zdupané semeno, jež strašně chtělo kvést“, ale nejhlouběji vidí nenávist.
- O milionáři, který ukradl slunce – pokus o sociální pohádku, která je silně ovlivněna myšlenkou bohatý = zloděj a špatný člověk. Milionář chce využít záření k léčení svého neduhu. Ukradne Slunce z oblohy a způsobí tmu. Slunce se propálí „vězením“ a upálí i milionáře. Svět zachrání dvě děti, které vyvezou opět Slunce na oblohu.
- Polární záře – pokus o román – napsal pouze zlomek
- Tři hry – obsahuje tato dramata:
  - Nemocnice
  - Hrob
  - Nejvyšší oběť
- Do boje, lásko, leť – soubor Wolkrových básní (obsahuje např. básně Dívka, Nemocný, U rentgenu, Epitaf, Umírající…) a dopisů jeho přítelkyni Máni Koldové z doby, kdy vážně onemocněl a byl převezen do sanatoria v Tatranské Poljance. Jeho pozdní dílo je ovlivněno také jeho chorobou a proto v něm často objevují hřbitovy či nemocnice. Napsal si i svůj vlastní epitaf.

Zde leží Jiří Wolker, básník, jenž miloval svět

a pro spravedlnost jeho šel se bít.

Dřív než moh' srdce k boji vytasit,

zemřel – mlád dvacet čtyři let.
Wolkerův epitaf
Věnoval se i jiným formám prózy, příkladem může být Pohádka o bledé princezně. Tato díla jsou téměř pravým opakem jeho tvorby proletářské.

### Online dostupná díla
- WOLKER, Jiří. Balady Jiřího Wolkera. Praha: Václav Petr, 1927. 70 s. Dostupné online.
- WOLKER, Jiří. Balada o očích topičových. Praha: Václav Petr, 1933. 4 s. Dostupné online.